# CTX
El dispositivo de detección de explosivos CTX es una familia de dispositivos de rayos x desarrollados por la compañía estadounidense InVision Technologies en 1990. Utiliza un escáner TAC y un sofisticado software de procesamiento de imagen para mostrar automáticamente los empaques y cargamentos revisados. Estos dispositivos son los sistemas líderes en la detección de explosivos, siendo cerca de 150 unidades, de un total de 161, instaladas en los aeropuertos estadounidenses durante el 2002. 

## Modelos
- CTX-5000
- CTX-5000SP
- CTX-5500DS
- CTX-2500